# استئصال نصف الكرة المخية

صورة بالأشعة لدماغ أجريت عليه عملية استئصال نصف الكرة المخية.

استئصال نصف الكرة المخية (بالإنجليزية: Hemispherectomy)‏ هو إجراء جراحي عصبي نادر للغاية هادف إلى استئصال نصف الكرة المخية (نصف الدماغ العلوي، أو المخ)، أو فصله أو تعطيله. يُستخدم هذا الإجراء في علاج مجموعة متنوعة من اضطرابات النوبات التي يتوضع فيها مصدر الصرع في منطقة واسعة من أحد نصفي الكرة المخية للدماغ، مثل التهاب راسموسن الدماغي على وجه الخصوص. يختبر واحد من كل ثلاثة مرضى مصابين بالصرع تقريبًا النوبات المتكررة على الرغم من تلقيه العلاج بالأدوية المضادة للصرع. يقتصر خيار استئصال نصف الكرة المخية على الحالات الشديدة من هذا الثلث غير المستجيبة للأدوية أو للجراحات الأقل غزوية التي من شأنها إضعاف الأداء الوظيفي أو تعريض المريض لخطر حدوث مضاعفات إضافية. تصل نسبة نجاح هذا الإجراء في علاج النوبات لدى المرضى إلى 85-90%. بالإضافة إلى ذلك، يُعرف هذا الإجراء بتأثيراته المحسنة للوظيفة المعرفية وتطور الفرد في غالبية الحالات. يمكن إجراء استئصال نصف الكرة المخية الجزئي مع الإبقاء على القشرة الحسية الحركية، إذ تبلغ نسبة النجاح المتوقعة في السيطرة على النوبات 70-80%. يمكن تجنب استئصال الكرة المخية الكلي في غالبية الحالات، حتى مع وجود منطقة صرعية واسعة الانتشار أحادية الجانب أو شذوذات في التصوير التشريحي / الوظيفي، وخاصة في حالة الخزل الشقي الضئيل.

## النتائج
يُعتبر استئصال نصف الكرة المخية إجمالًا إحدى الإجراءات الناجحة. أظهرت دراسة في عام 1996 على 52 شخص خاضع لهذه العملية انخفاض حدوث النوبات أو توقفها بالكامل بعد الجراحة لدى 96% من المرضى. لم تلاحظ الدراسات وجود تأثيرات معتبرة طويلة الأمد على الذاكرة، أو الشخصية أو الفكاهة، إذ اقتصرت التأثيرات على تغيرات صغرى في الوظيفة المعرفية ككل. على سبيل المثال، أظهرت إحدى الحالات، التي تابعت مريضًا خاضعًا للجراحة في سن 5 سنوات، تمكنه من إكمال دراسته الجامعية، والتحاقه بالدراسات العليا وتسجيله درجة أعلى من المتوسط في اختبارات الذكاء. طور هذا المريض في النهاية «قدرات ذهنية ولغوية متفوقة» على الرغم من استئصال نصف الكرة المخية الأيسر، الذي يحتوي على المناطق اللغوية الكلاسيكية.
تشير الأدلة إلى تعذر استئناف بعض الوظائف اللغوية المتقدمة (مثل القواعد النحوية العليا) بشكل كامل في الجانب الأيمن بعد استئصال نصف الكرة المخية الأيسر. يعتمد مدى الخسارة اللغوية المتقدمة غالبًا على سن المريض في وقت الجراحة. وجدت إحدى الدراسات التي تابعت التطور المعرفي لدى اثنين من المراهقين الخاضعين لاستئصال نصف الكرة المخية أن «لدونة الدماغ وتطوره ناشئان جزئيًا من تكيف الدماغ مع الاحتياجات السلوكية من أجل التلاؤم مع نقاط القوة والانحياز الموجودة... يمكن للطفل تكييف المهمة لتلائم دماغه أكثر من قدرته على تكييف دماغه ليلائم المهمة». لا تشير اللدونة العصبية بعد استئصال نصف الكرة المخية إلى استعادة الأداء الوظيفي بالكامل، بل القدرة على التكيف مع القدرات الحالية للدماغ بطريقة من شأنها المساهمة في استمرار الأداء الوظيفي للفرد، بغض النظر عن مدى اختلاف طريقة الأداء الوظيفي الجديدة.
أجرى بن كارسون جراحة استئصال نصف الكرة المخية على كريستينا سانتهاوس (بارافيكيا حاليًا) بعمر ثماني سنوات في 13 فبراير 1996. عانت المريضة في السابق من التهاب راسموسن الدماغي، ما أدى إلى إصابتها بما يقارب 150 نوبة في اليوم. أُعلمت عائلتها باحتمال فقدانها القدرة على ممارسة النشاطات العادية بعد الجراحة، مثل قيادة السيارة أو الاستمرار في مهنة معينة. مع ذلك، تجاوزت المريضة جميع التوقعات عبر تمكنها من التعافي للحصول على درجة الماستر في علم أمراض النطق إلى جانب الزواج وإنجاب الأطفال.
تتسبب هده العملية في عَمَىً شِقِّيّ (فقدان نصف المجال البصري) وذلك بسبب استئصال الفص الدماغي الذي يستقبل المعلومات من نصف المجال البصري للشبكية بواسطة العصب البصري . و يلاحظ أيضا أن الأشخاص الذين خضعوا لهده العملية يحققون معامل ذكاء متوسط أو منخفض (بين 80 و 100).
لكن بالمقابل يمكن للمرضي الذين خضعوا لهذه العملية استعادة كامل وظائفهم الحركية بعد مرور فترة زمنية معينة لإعادة التأقلم.

## وصلات خارجية
- The Hemispherectomy Foundation